# اجادو
أجادو (هو لن يتوقف) هو فيلم كوميدي هندي تيلوجو تم إصداره عام 2014 من إخراج سرينو فايتلا. كتبه أنيل رافيبودي وأنيل رافيبودي أبندرا مادهاف وبرافين فارما، وقد تم إنتاج الفيلم بشكل مشترك من قبل رام أشانتا وغوبي أشانتا وأنيل سونكارا تحت شعار 14 بكرة ترفيه. ويتميز ماهيش بابو وتامانا بهاتيا في الأدوار القيادية وسونو سود، راجندرا براساد، أشيش فيديارثي، نصار، براماناندام، أجاي، فينيلا كيشور، وMS نارايانا في دعم الأدوار. ظهر شروتي حسن بشكل خاص في الفيلم من خلال أداء رقم العنصر. تميز اجادو ثامان الفيلم ال50 كمؤلف موسيقى. قدم KV Guhan التصوير السينمائي وقام MR Varma بتحرير الفيلم. لعب ماهيش دور شانكار، وهو متخصص لقاء تم نقله إلى قرية تدعى بوكاباتنام كمفتش دائري للشرطة وتم تكليفه بمهمة إيقاف خطط بناء محطة كهرباء من قبل دامودار (يلعبه سونو سود)، وهي جريمة مؤثرة رئيسه حيث يعتبر ضار بالموارد الطبيعية للبلدة. يعلم شانكار أن دامودار هو السبب وراء وفاة شقيقه بهارات ويسعى للانتقام.
تم إنتاج اجادو بميزانية 650 مليون روبل. بدأ التصوير الرئيسي في 28 نوفمبر 2013 واستمر حتى 5 سبتمبر 2014. تم تصوير غالبية الفيلم في حيدر أباد وضواحيها. تم تصوير أجزاء قليلة من الفيلم في مومباي وجوجارات وبيلاري وكيرالا. تم تصوير بعض سلاسل الأغاني في لاداك، سويسرا وأوتي باستثناء حيدر أباد وبلاري. انتهت مرحلة ما بعد الإنتاج، التي استمرت 50 يومًا، في 16 سبتمبر 2014. تم إصدار اجادو في 19 سبتمبر 2014 في 2000 شاشة على مستوى العالم، وتم افتتاحه لاستقبال نقدي لائق وظهر لأول مرة مع استجابة إيجابية في شباك التذاكر. بسبب الكلام غير المواتي والمنافسة من الإصدارات الجديدة، انتهى اجادو بجمع حصة موزع من 342.5 مليون على مستوى العالم وتم الإعلان عن قنبلة شباك التذاكر بسبب التكاليف العالية المتضمنة. ومع ذلك، تجاوز اجادو علامة مليون دولار أمريكي في شباك التذاكر في الولايات المتحدة في يومين بما في ذلك معايناته، والتي كانت تعتبر إنجازًا رائعًا. تمت دبلجة الفيلم إلى الهندية باسم «لقاء شانكار»، وإلى التاميل في دور شرطة إيدودااندا، وإلى المالايالامية في دور شرطة بوكيري.

## القصة
شانكار يتيم نشأ على يد ضابط شرطة مخلص يدعى راجاراو. يقتل ابنه بهارات طفلاً بالخطأ، ويلقي شانكار باللوم عليه. شانكار مسجون، وراجاراو يحذره من مقابلته مرة أخرى. بعد التخرج، يعمل شانكار كمفتش دائرة للشرطة. يشار إليه شعبيا باسم «لقاء» شانكار بسبب سجله الحافل كأخصائي لقاء. يتم نقل شانكار إلى بوكاباتنام بلدة في تاديباتري، اننت بورالنص. تم تكليفه بمهمة وقف الأعمال غير القانونية لدامودار، رئيس الجريمة المؤثر الذي يحلم بمشروعه بناء محطة طاقة. باستخدام ذكائه، يدمر شانكار جميع الأعمال التجارية الثلاثة الرئيسية في دامودار من خلال محاصرة المسؤولين عنهم. إنه يجلب إقامة في مشروع الطاقة من خلال إحضار عدد قليل من الشهود الأساسيين أمام محكمة القانون، وبالتالي إثارة غضب دامودار. في ملاحظة موازية، يحب شانكار صاحب محل حلويات يُدعى ساروجا الذي يبادل مشاعره في وقت لاحق. يقترب شخص يدعى شيخار من شانكار، ومن خلاله يخبر ماليكارجون، المشرف المحلي للشرطة، أنه شاهد على مقتل دامودار الناشط البيئي براكاش. يؤثر دامودار على جميع الشهود بما في ذلك شيخار قبل أن يتمكن شنكار من اعتقاله. علم لاحقًا أن بهارات ابن راجا راو، جامع المقاطعة السابق، انتحر مع زوجته، التي كانت صديقة لبراكاش، بسبب التشهير والهجمات الشخصية عندما حاول بهارات إيقاف مشروع الطاقة. امتلك دامودار نصف الحصة في المشروع بينما امتلك ماليكارجون والوزير المركزي ناجاراجو النصف المتبقي. قبل الانتحار، كشف بهارات الحقيقة وراء سجن شانكار لراجا راو ويوحدهم. يسعى شانكار إلى الانتقام، وبمساعدة محامٍ يُدعى Database دانيا، يقوم بجمع المعلومات المتعلقة بسمسار القوة في هذا المشروع المسمى دلهي سوري ومالكهارجون وصديقة دامودار المحافظة المسماة سيكانيا، التي كانت في الواقع ممثلة تعمل في أفلام رديئة في الماضي. من خلال الفخ في البداية والابتزاز لاحقًا، استولى شانكار على دلهي سوري التي ساعدته في خلق شقاق بين دامودار وناغاراجو مما أدى إلى مقتل الأخير. من خلال ابتزازسيكانيا بأنهم سيكشفون عن ماضيها لدامودار، فإنهم يحاصرون مالكهارجون بمساعدتها ويتهمونه بمحاولة اغتصابسيكانيا. ومع ذلك، فإن حقيقة أن ماليخارجون كان مثليًا، والتي أخفاها لفترة طويلة، لم يصدقها أحد. يقتل بأكل طعام مسموم. قتل شقيق دامودار دورجا على يد دامودار نفسه بعد أن لوث شانكار عقله متهماً دورجا بمحاولة قتل دامودار لثروته. في هذه الأثناء، ينخرط شانكار وساروجا. يتعرف دلهي سوري على دانايا ويدمر مكتبه. تنتقم دانيا من خلال الكشف عن دور دلهي سوري في قتل الأشخاص الثلاثة. عندما يحاول دامودار قتل دلهي سوري في بيت الضيافة الخاص به، واجهه شانكار الذي قتله بعد مبارزة. تلقى بهارات اعترافًا بعد وفاته لأمانته، بينما تحول دلهي سوري إلى مخبر شرطة يعمل تحت قيادة شانكار.

## إنتاج

### التمثيل

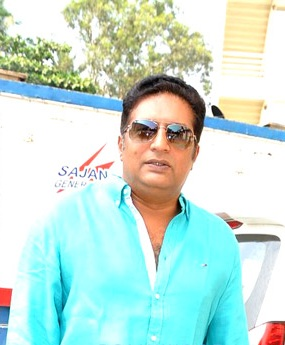
براكاش راج

في الذكرى الأولى لـ دوكودو (2011)، أعلن منتجوها رام أشانتا وجوبي أشانتا وأنيل سنكارا في 23 سبتمبر 2012 أنهم سيقومون بتمويل فيلم يظهر ماهيش بابو باعتباره بطل الرواية وإخراج سرينو فيتلا تحت شعار 14 بكرة ترفيه. على الرغم من أن التقارير الأولية ذكرت أن فايتلا سيكتب سيناريو الفيلم بمساعدة جوبيموهان،  اختار العمل مع كتاب جدد لتطوير سيناريو الفيلم بشكل أكبر. أيد ماهيش قراره، مشيرًا إلى أن هذا التغيير سيجعل تجربة الجمهور منتعشة ويكتشف شيئًا جديدًا. أراد فايتلا أن يروي قصة تحركها شخصية مع الترفيه كأولوية. تم تأكيد اجادو على أنه عنوان الفيلم في يوليو 2013.
تم الاحتفاظ بالطاقم الفني الأساسي لـ Dookudu في اجادو أيضًا. تم التوقيع على إس ثامان لتأليف الموسيقى، والتي ميزت فيلمه الخمسين كمؤلف موسيقى. تم اختيار غوهان وا. براكاش كمخرجين للتصوير الفوتوغرافي ومخرج فني على التوالي. قام السيد فارما بتحرير الفيلم. تم تأجيل حفل الإطلاق الرسمي للفيلم، الذي تم التخطيط له في البداية في 16 أكتوبر 2013، إلى 25 أكتوبر 2013 من خلال احترام سريهاري الذي توفي بسرطان الكبد في 9 أكتوبر 2013. تم إطلاق الفيلم رسميًا في استوديوهات رامانايدو بحضور المخرجين د. رامانيدو وشيام براساد ريدي كضيفي شرف.
لعب ماهيش دور شانكار، وهو متخصص لقاء مشابه لما لعبه في دوكودو. كانت هذه هي المرة الثالثة التي يلعب فيها ماهيش دور ضابط شرطة في حياته المهنية بعد بوكيري ودوكودو. تم التوقيع على تمنة بصفتها البطلة، ولعبت دور صاحبة محل حلويات محلي. كانت ترتدي الزي التقليدي لمظهرها في الفيلم. تم اختيار راجندرا براساد للعب دور والد ماهيش في الفيلم. تم اختيار براكاش راج للعب دور سلبي في الفيلم. تم استبداله لاحقًا بـ سونو سود بسبب اختلافاته الإبداعية مع فايتلا. لعب براهمجي دور شرطي نزيه. قامت شروتي حسن بأداء رقم عنصر في الفيلم الذي كان أول ظهور خاص آخر مماثل لها. تم التوقيع على براهماناندام للعب دور داعم. قام بأداء محاكاة ساخرة رشا (فيلم) (2011) والأسطورة (2014) وسباق جورام (2014). قام ماهيش بعمل محاكاة ساخرة في برنامج اللعبة ميلو إيفارو كوتيسوارودو.

### التصوير
بدأ التصوير الرئيسي في 28 نوفمبر 2013 في حيدر أباد. انضم تمنى إلى مجموعات الفيلم في 12 ديسمبر 2013. أقيمت مجموعة قرية تشبه تاديباتري في ولاية غوجارات لتصوير الفيلم لتجنب التدخل المحلي من الحشود التي ستترتب على ذلك إذا تم التصوير في ولاية أندرا براديش، حيث ماهيش هو نجم. تم تصوير عدد قليل من المشاهد الرئيسية بما في ذلك سلسلة قتال في نانكرامغودا في مجموعة كبيرة. تم ذكر الجدول الزمني التالي في بيلاري من 23 فبراير 2014. لم يتعرض ماهيش لأي إصابات أثناء تصوير الفيلم في بيلاري، لكنه أخذ قسطًا من الراحة بسبب الإجهاد الذي تعرض له. استمر التصوير في حيدر أباد من 10 مارس 2014. تم تصوير بعض المشاهد الكوميدية على فريق التمثيل الرئيسي. تم تصوير مشاهد قليلة في أوبرا ماونت في حيدر أباد. تم تصوير مشاهد ماهيش وبراساد وسود في أوائل أبريل 2014.
تم تصوير مشاهد الفلاش باك للفيلم في Chiran Fort Club في حيدر أباد حتى 11 أبريل 2014. فضل المصنّعون حيدر أباد على جامو وكشمير وراجستان للأجزاء المتبقية وتم الانتهاء من 70٪ من التصوير في أواخر أبريل 2014. بعد تصوير أجزاء قليلة في مدينة راموجي السينمائية، بدأ الجدول التالي في لداخ في 20 مايو 2014. عند الانتهاء، تم الانتهاء من معظم تصوير الفيلم. بعد الانتهاء من التصوير هناك، استمر التصوير في راموجي فيلم سيتي ومومباي في يونيو 2014. تم تصوير بعض المشاهد الحاسمة في ماهيش وسود وآخرين هناك. تم التخطيط للجدول التالي في بيلاري وكيرالا اعتبارًا من 22 يونيو 2014. بعد اكتماله، بدأ الجدول الزمني التالي في حيدر أباد اعتبارًا من 6 يوليو 2014. تم تصوير بعض المشاهد الرئيسية في ماهيش وتمناه وسود وبرحماندام في حيدر أباد حتى 18 يوليو 2014. تم تصوير متواليات الاستراحة التي ظهرت فيها ماهيش وسود وآخرين في راموجي فيلم سيتي من اليوم التالي. تم تصوير تسلسل الذروة في أغسطس 2014 على ماهيش وغيره من الممثلين الداعمين في راشاكوندا بالقرب من مدينة راموجي للأفلام. تم تصوير الجزء المتبقي من سلاسل الذروة، بما في ذلك تسلسل الحركة على ماهيش وسود، في المناطق الجبلية في مدينة راموجي السينمائية. بعد الانتهاء من الجدول الزمني في أوروبا في 25 أغسطس 2014،  عادت الوحدة إلى حيدر أباد بعد ثلاثة أيام. انتهى التصوير الرئيسي في 5 سبتمبر 2014 في أوتي.

### تسلسل الأغنية
تم تصوير أغنية «اجادو» على ماهيش وعدد قليل من الراقصين في مصنع Jindal للصلب، بيلاري في أكتوبر 2013. أصبح هذا أول فيلم تيلوجو يتم تصويره هناك وجعل المصنع أيضًا موقعًا بارزًا لتصوير الأغاني لأفلام الكانادا مثل رانا فيكراما (2015)، رانا (2015)، والسيد أيرفاتا (2015). تم تصوير كل من الأغنية وتسلسل القتال في 23 يومًا. مرض ماهيش وأعضاء وحدة الفيلم واستمروا في العمل باستخدام المضادات الحيوية. وصفه ماهيش بأنه «أكثر جدول زمني مرهق مررت به في حياتي»، وأضاف، "في كل لقطة، كان عليهم رفع الغبار للحصول على الصورة الصحيحة. غرفة kocchi snanam chesthe ((بالإنجليزية: After bathing in the room)‏) كنت أرى الطين فقط. إنه أمر خطير للغاية ".
تم تصوير أغنية "Bhelpuri" مع الثنائي الرئيسي بالقرب من بحيرة بانغونق، Ladakh في مايو 2014 تحت إشراف مصمم الرقصات دينيش. تم تصوير أجزاء قليلة في ليه لمدة عشرة أيام بصعوبة كبيرة تحت إشراف مصمم الرقصات بريم راكشيث. وصفتها تمنى بأنها «واحدة من أصعب الأغاني التي قدمتها على الإطلاق»، مضيفة أنها «رقصة كاملة على عكس الأغنية التي تمشي فيها وتبدو جميلة». أثناء التصوير، علقت السيارة التي استخدمها فايتلا وفريقه في وادي نوبرا لمدة سبع ساعات. فقد المدير صوته وأصيب الآخرون بصداع شديد. تم تصوير الأغنية لمدة عشرة أيام على هذا الارتفاع وحلق فايتلا 300 شخص في رحلة لنفسه.
تم تصوير أغنية "Junction Lo" على ماهيش وهاسان في مكان أقيم خصيصًا في مدينة راموجي للأفلام. تم تصميمه من قبل راكشيث واختتم في 31 يوليو 2014. بصرف النظر عن Brahmanandam،  60 راقصًا في الخلفية في تصوير الأغنية. تم تصوير أغنية «ناري ناري» وجزء من أغنية «آجا ساروجا» على ماهيش وتمنى في سويسرا. تم نقل معدات التحكم في الحركة التي تزن 800 كيلوغرام من أمستردام إلى سويسرا لتصوير الأخيرة. عندما رفض الطاقم الإيطالي القدوم بسبب الطقس في سويسرا، صور فايتلا أجزاء من الأغنية على التلال والشلالات. الجزء المتبقي من أغنية "Aaja Saroja" تم تصويره في Ooty، حيث تم الانتهاء من التصوير الرئيسي للفيلم.

### مرحلة ما بعد الإنتاج
كان من المقرر أن تنتهي مرحلة ما بعد الإنتاج في غضون 50 يومًا. في 19 مايو 2014، احتفلت بوجا بذكرى بداية دبلجة الفيلم في حيدر أباد. أكمل فريق الممثلين الداعمين للفيلم دبلجة أجزائهم في أواخر أغسطس 2014، وبدأ ماهيش بالدبلجة لدوره بعد عودته من أوروبا. اكتملت الدبلجة في 10 سبتمبر 2014. تم تمرير اجادو بشهادة "U / A" من قبل المجلس المركزي لشهادة الأفلام في منتصف سبتمبر 2014. تم الانتهاء من جميع أنشطة ما بعد الإنتاج المتبقية، بما في ذلك الخلط النهائي، بحلول 16 سبتمبر 2014.

### موسيقى
قام إس ثامان بتأليف موسيقى الفيلم، والتي ميزت فيلمه الخمسين كمخرج موسيقى. صاغ بهاسكاراباتلا كلمات أربع من الأغاني الست في ألبوم الموسيقى التصويرية،  مع سري ماني كتب كلمات أغنية واحدة وأخرى هي مزيج من حوارات الفيلم. قدمت هاسان غناءًا لأغنية "Junction Lo" والتي تصادف أنها رقم العنصر الذي أدته في الفيلم. قامت موسيقى لاهاري بتسويق الموسيقى التصويرية للفيلم. كشف المخرج إس ثامان عن ألبوم الموسيقى التصويرية للفيلم في 15 أغسطس 2014 في شيلباكالا فيديكا في حيدر أباد. فتحت الموسيقى التصويرية لاستقبال إيجابي من النقاد وكذلك الجمهور وحققت نجاحًا تجاريًا.

## البث
تم إصدار اجادو في 19 سبتمبر 2014 في 2000 شاشة في جميع أنحاء العالم. حصلت شركة إروس إنترناشيونال على حقوق التوزيع العالمية للفيلم. تم إصدار الفيلم في 150 شاشة عبر الولايات المتحدة، وهو رقم قياسي لفيلم التيلجو. نظرًا لشعبية ماهيش هناك، عرض المخرجون عرض اجادو في كل جامعة هناك وفي البلدان الأخرى، إذا كان هناك أكثر من 100 طالب على استعداد لمشاهدة الفيلم. بُذلت جهود لإطلاق الفيلم في جميع أنحاء الولايات المتحدة مع ترجمة. تم إصدار اجادو في 100 شاشة عبر دول مثل أستراليا والمملكة المتحدة وسويسرا والإمارات العربية المتحدة، إلخ. أقيم العرض الأول في الولايات المتحدة في 18 سبتمبر 2014. بدأ الحجز المسبق في 15 سبتمبر 2014 وتم حجز نصف التذاكر تقريبًا لجميع العروض في يوم الإصدار في ثلاثة أيام. كان لها أيضًا إصدار قياسي من 110 شاشات عبر شمال الهند،  وتم عرضه في الساعة 6:00 صباحًا في خمس عشرة شاشة مختارة عبر حيدر أباد في يوم الإصدار. تمت دبلجة اجادو إلى الهندية باسم Encounter Shankar،  وإلى التاميل باسم شرطة Idhudhaanda.

### تسويق
وانتقد أول دعابة نظرة كتبها باوان كاليان المشجعين لأوجه التشابه مع جبار سينغ (2012). وكذلك الحوار، «مقارنات براثودو بولولو وسيمهلو وإنوغول وإلاكالاتهو ييدهافوا. إيلابارام أوتشيستوندي»((بالإنجليزية: Everyone is comparing themselves to tigers, lions, elephants and rats. It's quite irritating)‏ إنه أمر مزعج للغاية) اعتبر قسم من الجمهور هجاءً من الحوارات الشعبية لأفلام أخرى. بعد إطلاق الدعابة، خاض عشاق ماهيش وكاليان معركة لفظية على منصات التواصل الاجتماعي، ووصفها الأخير بأنها «تكملة لجبار سينغ». وفي حديثه عن الجدل، أوضح ماهيش لاحقًا أنه ليس شخصيًا بأي شكل من الأشكال وأنه «موقف الشخصية التي يتم تصويرها على الشاشة».
كجزء من الترويج للفيلم، تم إطلاق مسابقة على مستوى الولاية باسم "Meelo Evaru Superstar SUPER SuperFan" في 25 أغسطس 2014. وقد تم اختيار عدد قليل من المشجعين ماهيش من فيشاخاباتنام، فيجاياوادا، كمام، وارانجال، تيروباتي وكورنول من أغسطس. لقد لعبوا لعبة مصممة خصيصًا على ماهيش وأفلامه، والشخص الذي أجاب على معظم الإجابات بشكل صحيح تم تحديده ووضعه في قائمة مختصرة في كل مركز. تمت دعوة اثني عشر شخصًا تم اختيارهم بهذه الطريقة إلى إطلاق الصوت. لعب هؤلاء الاثنا عشر مباراة هناك وتوج ماهيش نفسه الفائز بلقب "Superstar SUPER Superfan" مع هدية خاصة. تم تزيين قطار خاص اسمه "Superstar Express" بملصقات الفيلم. سافر من سيكوندرأباد إلى فيشاخاباتنام. كشف صناع «حزام أجادو» في 17 سبتمبر 2014 في فيشاخاباتنام بحضور جماهير ماهيش وكبار الشخصيات ومسؤولين من الشرطة المحلية والأشخاص الذين حملوا الحزام لإنشاء رقم قياسي لأطول حزام شرطة في العالم. تم توزيع عدد قليل من المجموعات الترويجية التي تم إنشاؤها خصيصًا لمحبي ماهيش هناك.

### وسائط المنزل
بعد إصدار النظرة الأولى، حصل تلفزيون الجوزاء على حقوق القمر الصناعي لـ 97.5 مليون، وهو أحد أعلى مبلغ تم دفعه مقابل فيلم Telugu. لقد تجاوز الرقم القياسي الذي يحتفظ به Attarintiki Daredi (2013) الذي كان لديه صفقة أقمار صناعية 90 مليون. تم عرض الفيلم في التلفزيون العالمي لأول مرة في 14 يناير 2015 عشية مهرجان سانكرانثي. تمكنت من الحصول على تصنيف TRP من 12.24، أداء أفضل من فيلم ماهيش السابق 1: ننوكادين على التلفزيون. تم تسويقها اجادو VCD، DVD والإصدارات بلو راي بالاجي انكا الفيديو.

## استقبال

### استقبال نقدي
وفقًا لـ إنترناشيونال بيزنس تايمز، تلقى اجادو تقييمات جيدة من النقاد. وصف سانجيثا ديفي دوندو من الصحيفة الهندوسية اجادو بأنها «قصة شرطي بسيطة تتكرر كثيرًا مقابل قصة دون»، وأضاف: «الاختلاف هنا هو أن الدون تم تقليصه إلى كرتون. لكي تكون لعبة العقل ممتعة، يجب أن يكون كلا اللاعبين أذكياء وأن يخمنوا الخطوة التالية للخصم، وهو ما لا يحدث هنا. إذا كان المرء يبحث عن الكمامات، فإن اجادو يقدمها كثيرًا. لكن جرّب جرعة زائدة من هذه التركيبة وقد تكون متعبة». أعطى سوريش كافيراياني من ديكان كرونيكل الفيلم 3.5 من أصل 5 نجوم وكتب، «على الرغم من أن هذا الفيلم يشتمل على العديد من أوجه التشابه بين أفلام Srinu فايتلا السابقة، إلا أن ماهيش Babu هو الذي جذب انتباه الجمهور طوال الوقت. احترس منه وأكثر الاعتماد عليه». أعطت IndiaGlitz 3.25 من أصل 5 نجوم وعلقت، «في محاولته لجعل الفيلم رحلة ممتعة طوال الوقت، يرتكب فايتلا حماقة بعدشة (فيلم 2013) ملكية». وصف المراجع اجادو بأنه فيلم حيث «يكرر ماهيش وفايتلا نفسيهما على ما يبدو لأنهما لا يزالان مفتونين برحلتهما السابقة». أعطى Karthik Pasupulate من تايمز أوف إينديا الفيلم 3 من أصل 5 نجوم ودعا اجادو "Dookudu 2.0" في لغة نظام التشغيل. وأضاف باسوبوليت أن الأمر يبدو أشبه بإعادة إنتاج دوكودو «بصوت ماهيش بابو بصوت أعلى، ونكات تافهة، وبعض التقلبات السطحية في السيناريو»، وأن المنتج النهائي هو «تهريج أكثر منه مضحك». Behindwoods أعطى اجادو 2 من أصل 5 نجوم وكتب، «الفيلم يبقي يحدث، وعلى مع عدم وجود تراكم الحصري لذروتها، قبل أن يحصل على [كذا] انتهى. اجادو هو أيضا هزلي مشددة ويفقد على القصد الفعلي للقصة». كتب راجيثا س. من نيو انديان اكسبريس، «على الرغم من النصف الأول الممتع، يخفق اجادو في الشوط الثاني ويصنع علاقة عادية». وعلق سيفي قائلاً إن فايتلا «ألقى سيناريو هذا الفيلم في الريح» و«يعتمد على الكوميديا، لكن في بعض الأحيان يكون أكثر من اللازم»، وخلص إلى أن أغادو «لا يمر بالحشد» وأنه «بالتأكيد ليس فيلم ثقيل الوزن.».

### شباك التذاكر
ظهرت اجادو لأول مرة مع استجابة إيجابية في شباك التذاكر عن طريق تجاوز علامة مليون دولار أمريكي في يومين بما في ذلك المعاينات المدفوعة في شباك التذاكر في الولايات المتحدة. جمعت 180.2 مليون هندية في يومين، والتي وفقًا لخدمة الأخبار الهندية الآسيوية، كانت أفضل مهنة في ماهيش. من خلال جمع حصة موزع 276 مليون يورو في عطلة نهاية الأسبوع الأولى على مستوى العالم، أصبح اجادو ثاني أعلى فيلم Telugu مع أعلى أرقام افتتاح نهاية الأسبوع. بسبب الكلام غير المواتي، شهد عمل الفيلم انخفاضًا وجمع 312 مليون في الأسبوع الأول منه، وانتهى الأسبوع في ملاحظة متوسطة.
بعد إصدار لوكيام وجوفيندودو أنداريفاديلي، فقد اجادو جزءًا كبيرًا من شاشاته. في حياتها، جمعت اجادو حصة موزع من 342.5 مليون وتم الإعلان عن قنبلة شباك التذاكر بسبب التكاليف العالية المتضمنة. ومع ذلك فقد تمكنت من تحقيق أداء أفضل من الإخفاقات التجارية الأخرى لهذا العام: ننوكادين ورابسة. وقفت النهائية الأرقام حصة الموزع اجادو من AP / نظام، كارناتاكا، وبقية شباك التذاكر الهندي في 214 مليون، 37.5 مليون 16 مليون على التوالي. كما جمعت 62.5 مليون في شباك التذاكر بالولايات المتحدة و12.5 مليون في الأسواق الدولية الأخرى بكامل طاقتها. ويعزى فشل اجادو إلى أوجه التشابه مع Dookudu وغيرها من الأفلام التيلجو ناجحة. كما اعتبر تصعيد الميزانية أحد أسباب فشل الفيلم. قام ماهيش وفايتلا بتحصيل أجر 180 مليون و120 مليون على التوالي، بسبب ميزانية الفيلم بلغت 650 مليون. اعترف ماهيش لاحقًا بفشل الفيلم ووصفه بأنه «خطأ». وأضاف: «لقد كنا متحمسين للغاية خلال مرحلة البرمجة، وتصورناها بشكل مختلف تمامًا. لكن لسوء الحظ، سارت الأمور بشكل مختلف. ربما يكون هذا خطأ في التقدير».

## وصلات خارجية
- اجادو على موقع IMDb (الإنجليزية)
- اجادو على موقع روتن توميتوز (الإنجليزية)
- اجادو على موقع أول موفي (الإنجليزية)
- اجادو على موقع فيلمافينيتي (الإسبانية)
- اجادو على موقع قاعدة بيانات الفيلم (الإنجليزية)
- اجادو على موقع ليتربوكسد (الإنجليزية)
- اجادو على موقع كينوبويسك (الروسية)